# Ку-ка-ре-ку!
«Ку-ка-ре-ку!» — советский кукольный мультфильм, снятый на студии «Союзмультфильм» в 1963 году по одноимённой сказке Георгия Ландау.

## Сюжет
В начале мультфильма показываются работы его создателей. Затем петушок поёт свою песню, и идут титры.
После дождя петушок расчихался и заболел куриным гриппом. Пёс прячет его в своей будке и уходит в аптеку за микстурой.
Хитрые кот и лиса решают съесть петуха, за которого кот просит лису «оставить потроха». Чтобы петух не смог позвать пса, кот угощает его мороженым лисы, хотя тот был против. Начинается погоня, но приходит пёс и, выслушав произошедшее, отправляет кота в чулан, а лису — в зоопарк.
В конце мультфильма пёс вылечивает петуха микстурой, и он снова смог петь. Затем показывается ладонь режиссёра и показывает на пальцах слово «Конец».

## Создатели
- Автор сценария — Юрий Яковлев.
- Режиссёры-постановщики — Теодор Бунимович, Анатолий Каранович.
- Оператор — Теодор Бунимович.
- Художник-постановщик — Макс Жеребчевский.
- Куклы художника — А. Синецкого.
- Композитор — Михаил Зив.
- Звукооператор — Борис Фильчиков.
- Роли озвучивали:
  - Юрий Хржановский — Пëс
  - Маргарита Корабельникова — Петушок
  - Клара Румянова — Лиса
  - Игорь Дивов —  Кот
- Консультант — Г. Синельников.

## Издания
- «Курочка Ряба», Союзмультфильм, DVD, дистрибьютор «Союз», мультфильмы на диске:

«Про деда, бабу и курочку Рябу» (1982), «Петушок — золотой гребешок» (1955), «Петух и краски» (1964), «Ку-ка-ре-ку!» (1963), «Деревенский водевиль» (1993), «Сказка про Колобок» (1969), «Соломенный бычок» (1954), «Жёлтик» (1966), «Жила-была курочка» (1977).